# Sho Aota
Sho Aota (青田 翔 Aota Sho?, nacido el 13 de noviembre de 1986 en Kanagawa) es un exfutbolista japonés. Jugaba de delantero y su único club fue el YSCC Yokohama de Japón.

## Trayectoria

### Clubes
| Club          | País  | Año         |
| ------------- | ----- | ----------- |
| YSCC Yokohama | Japón | 2009 - 2016 |

## Estadística de carrera

### J. League
| Club          | Año   | J. League | J. League | Copa J. League | Copa J. League | Total | Total |
| Club          | Año   | Part.     | Goles     | Part.          | Goles          | Part. | Goles |
| ------------- | ----- | --------- | --------- | -------------- | -------------- | ----- | ----- |
| YSCC Yokohama | 2014  | 19        | 1         | -              | -              | 19    | 1     |
| YSCC Yokohama | 2015  | 17        | 0         | -              | -              | 17    | 0     |
| YSCC Yokohama | 2016  | 0         | 0         | -              | -              | 0     | 0     |
| Total         | Total | 36        | 1         | 0              | 0              | 36    | 1     |